# Adhyalochloria
Adhyalochloria is een geslacht van wantsen uit de familie van de Miridae (Blindwantsen). Het geslacht werd voor het eerst wetenschappelijk beschreven door Carvalho & Ferreira in 1986.

## Soorten
Het genus bevat de volgende soorten:

- Adhyalochloria inermis (Carvalho, 1985)
- Adhyalochloria itatiaiensis (Carvalho & Ferreira, 1986)